# Megasema rufescens
Megasema rufescens är en fjärilsart som beskrevs av Barend J. Lempke 1962. Megasema rufescens ingår i släktet Megasema och familjen nattflyn. Inga underarter finns listade i Catalogue of Life.